# Petar Aragonski i Anžuvinski
Don Petar Aragonski i Anžuvinski (španjolski: Pedro de Aragón y Anjou) (Barcelona, 1305. – València, 1380.), znan i kao Petar IV. od Ribagorze (španjolski: Pedro IV de Ribagorza), bio je španjolski plemić, infant (princ) Aragonije te grof Ribagorze, Empúriesa i Pradesa.
Otac mu je bio kralj Jakov II. Aragonski, koji je bio kralj Aragonije i Sicilije.
Majka mu je bila kraljica Blanka Anžuvinska.
U gradu zvanom Castelló d’Empúries (šp.: Castellón de Ampurias), Don Petar je oženio Izabelu de Foix (Isabel de Foix).
Izabela i Petar su imali četvero djece:
- Don Alfons Aragonski Stariji, markiz i grof[2]
- Doña Leonor María de Aragón y Foix, kraljica Cipra[3]
- Don Ivan de Aragón y Foix
- Don Jakov, biskup pokopan u Valenciji

Don Petar je postao redovnik.